# 迷人凤仙花
迷人凤仙花（学名：Impatiens amabilis）是凤仙花科凤仙花属的植物，为中国的特有植物。分布于中国大陆的四川等地，目前尚未由人工引种栽培。